# 山口智广
山口智廣（日语：／ Yamaguchi Tomohiro，1987年12月26日—）是日本男性配音演員，出身於東京都，隸屬於東京俳優生活協同組合（俳協)。

## 職業簡歷
2009年，尚在中央大學就讀的山口智廣以演唱奧特曼系列特攝劇歌曲組合voyager的主唱身份出道。後因為想從事配音演員的工作而被介紹給井上和彥，隨後他便加入到B-Box旗下的培訓班。
2009年2月，山口智廣與阿部大樹組成組合。2011年5月，組合改名為。

## 演出作品
※粗體字為主要角色。

### 電視動畫
2011年
- 轉吧！企鵝罐（學生）

2014年
- 超爆裂異次元卡片大戰 Gigant Shooter 司（桐谷·M·桐）
- 黑色子彈（刑事A）

2016年
- 銀河機攻隊 莊嚴皇子（Team Scarrel隊長）
- 一課一練（諸葛睦明）
- 野球少年（大平）
- 時空使徒（Pao Myen）
- Heybot!（英语：ヘボット!）（Cut bi Tiger）

2017年
- Heybot!（呉多島デンタウロス、水珠、指甲龍）
- 龍的牙醫
- 卡片戰鬥！！先導者G NEXT（戰鬥機）
- 夏目友人帳 陸（學生、驅魔屋）
- TSUKIPRO THE ANIMATION（友人B、活動MC、拉麵店店員、工作人員C、工作人員A、攝影人員、工作人員B、工作人員）

2018年
- 愛在雨過天晴時（客人、男學生、學生）
- 飛龍女孩（寺西、自衛官C、自衛官、通信員B）
- Banana Fish（士兵、同伴、囚人、吳、軍團員、職員）
- 付喪神出租中（平藏）
- 來自繽紛世界的明日（魔法屋客、同班同學）
- CONCEPTION 產子救世錄（客人1、不良A、男、高志）
- FAIRY TAIL 魔導少年 Final Series（信者、馬林·侯洛、公會成員、魔導士）
- 逆轉裁判 ～對這個「真相」，有異議！～（乗務員）

2019年
- FAIRY TAIL 魔導少年 Final Series（人們）
- 皿三昧（拓）
- 入間同學入魔了！（小四）

2020年
- 卡片戰鬥！！先導者 新右衛門篇（操作員B）
- 虛構推理（名無、匿名）
- 先鋒飛車 極速合體 地球防衛隊（粉撲、播音員）

2021年
- 裝甲娘戰機（青年）
- 記錄的地平線 圓桌崩壞（由紀夫、冒險者、拉迪普）
- 小松先生 第3期（年輕AI）
- EDENS ZERO 伊甸星原（麥可、冒險者、武裝兵、賽德里克）
- 月光下的異世界之旅（人族①、席切斯）
- 鬥神姬（砲擊士、阿特拉哈西斯船員、砲擊士1、砲術士）

2022年
- 佐佐木與宮野（男子）
- 自稱賢者弟子的賢者（友樹）
- 來自深淵 烈日的黃金鄉
- 軟軟噗尼寵物小精靈
- 轉生就是劍（赤犬族的小弟③、冒險者①、高哥布林①、克拉德）
- BLEACH 千年血戰篇（死神）

2023年
- 虛構推理 Season2（怪物、耕也〈回想〉）
- 躍動青春（越野、山本、男學生）
- EDENS ZERO 伊甸星原 第2期（麥可、小型機器人）
- 咒術迴戰 懷玉·玉折 / 澀谷事變（TV廣播）
- 烈焰先鋒 救國的橘衣消防員（研修生B）
- 聖劍學院的魔劍使（扎里克·馬謝德）
- 哆啦A夢（小咚[1]）

2024年
- 月光下的異世界之旅 第二幕（達埃納·塞布魯斯[2]）
- 治癒魔法的錯誤使用法～奔赴戰場的回復要員～（近衛兵B、男性B、迪恩）
- 為了在異世界也能撫摸毛茸茸而努力。（闘鬼）
- 隔壁的妖怪鄰居（大石將希）
- 極速星舞（司儀、會場廣播）
- 魔王軍最強的魔術師是人類（士兵D）
- 【我推的孩子】 第2期（酒保）
- 軟軟噗尼寵物小精靈 噗尼2（うるるん[3]）
- 孤單一人的異世界攻略（不良少年A[4]）
- 七龍珠大魔（比克〈迷你〉[5]）

2025年
- 這公司有我喜歡的人（企劃部男員工、記者、男朋友）
- 軟軟噗尼寵物小精靈 噗尼3（うるるん[6]）
- 最近的偵探真沒用（翌檜悠[7]）

### 劇場版動畫
2016年
- 你的名字（松本）

2019年
- 薄暮

2022年
- 偶像夢幻祭！-Road to Show!!-（椎名丹希）
- 鈴芽之旅

2023年
- 新次元！蠟筆小新THE MOVIE 超能力大決戰 ～飛吧！手卷壽司～（帥哥）

### OVA
2013年
- 暗殺教室（三村航輝）※Jump 超級動漫之旅2013上映作品

2014年
- BLB（藤田紫）

### 網路動畫
2018年
- 打結不打解（村田）

2019年
- ULTRAMAN 超人力霸王（伊戈爾星人）

2021年
- 終末的女武神（霧尼[8]、男性、寶藏院胤舜）
- 超級小偷（戴夫、記者）

2022年
- 莎木：動畫版（袁）

2023年
- BASTARD!! －暗黑破壞神－（扎克·沃爾德[9]）

### 遊戲
2009年
- （男學生A）
- 古墓奇兵：地城奪寶

2010年
2011年
- 超越未來：修復時間之箭

2012年
- 屍體派對 -THE ANTHOLOGY- 幸子的戀愛遊戲♥Hysteric Birthday 2U（犬丸晴行）

2014年
- OTOGEAR（皮諾丘）
- 屍體派對 BLOOD DRIVE（犬丸晴行[10]）

2015年
- 終天的夢幻曲（司[11]）
- （ケヴィン）
- （東雲真琴）

2016年
2017年
- 交鋒聯盟

2018年
- 實況野球2018（覆水武明）
- DREAM!ing（柴咲真也）

2019年
2020年
- 偶像夢幻祭 Basic / Music（椎名丹希[12]）
- 足球小將 新秀崛起
- AnotherPrince ～失落物語～（アリス）

2023年
- 惡狼遊戲ANOTHER（藍澤朋也）

2024年
- 怪物彈珠（羅生門[13]）

### 腳註
1. ↑  參見《Pick-up Voice（日语：Pick-up Voice）》第86卷的採訪。

### 出典
1. ↑  . X.   [2023-11-28]. （原始内容存档于2024-11-27）.
2. ↑  . Comic Natalie. 2023-11-22  [2023-11-22]. （原始内容存档于2023-11-22） （日语）.
3. ↑  . Comic Natalie. 2024-08-08  [2024-08-08]. （原始内容存档于2024-08-08） （日语）.
4. ↑  . Comic Natalie. 2024-04-21  [2024-04-21]. （原始内容存档于2024-05-16） （日语）.
5. ↑  . MANTANWEB. 2024-10-19  [2024-10-19] （日语）.
6. ↑  . Comic Natalie. 2025-06-20  [2025-06-20] （日语）.
7. ↑  . Comic Natalie. 2024-10-07  [2024-10-07] （日语）.
8. ↑  . アニメ 『終末のワルキューレ』公式サイト.   [2021-03-15]. （原始内容存档于2021-01-29）.
9. ↑  . コミックナタリー (ナターシャ). 2023-04-04  [2023-05-03]. （原始内容存档于2024-09-20）.
10. ↑  . コープスパーティー BLOOD DRIVE.   [2014-05-08]. （原始内容存档于2025-02-21）.
11. ↑  山口智广於Twitter.
12. ↑  . あんさんぶるスターズ！！. HappyElements.   [2020-04-24]. （原始内容存档于2020-11-25）.
13. ↑  moon_song的2024年3月13日的推文、. Retrieved 2024-03-13.

## 外部連接
- 事務所官方網頁 （页面存档备份，存于）（日語）
- 山口智廣的X（前Twitter）
- 山口智廣的Instagram帳戶
- GOOD CHOICE－山口智廣官方博客 （页面存档备份，存于）（日語）
- 山口智廣在互联网电影资料库（IMDb）上的資料（英文）